# 索洛涅地区韦尔努
索洛涅地区韦尔努（法語：Vernou-en-Sologne，法語發音：[vɛʁnu ɑ̃ sɔlɔɲ]），或纯音译作韦尔努昂索洛涅，是法国卢瓦-谢尔省的一个市镇，属于罗莫朗坦-朗特奈区。

## 地理
索洛涅地区韦尔努（47°30'5"N, 1°40'48"E）面积51.31 平方千米，位于法国中央-卢瓦尔河谷大区卢瓦-谢尔省，该省份为法国中北部省份，北起厄尔-卢瓦省，东北接卢瓦雷省，东南接谢尔省，南至安德尔省，西南接安德尔-卢瓦尔省，西北接萨尔特省。
与索洛涅地区韦尔努接壤的市镇（或旧市镇、城区）包括：博济、库尔默曼、米朗赛、索洛涅地区蒙特里约、伯夫龙河畔讷安、韦兰。

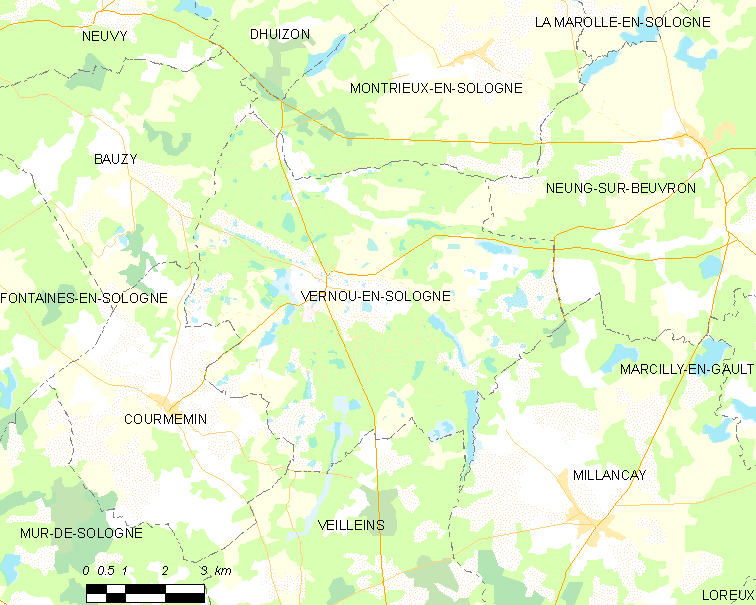
索洛涅地区韦尔努的OSM定位图

索洛涅地区韦尔努的时区为UTC+01:00、UTC+02:00（夏令时）。

## 行政
索洛涅地区韦尔努的邮政编码为41230，INSEE市镇编码为41271。

## 政治
索洛涅地区韦尔努所属的省级选区为罗莫朗坦-朗特奈县。

## 人口

1962-2008年间索洛涅地区韦尔努人口变化图示

索洛涅地区韦尔努于2022年1月1日时的人口数量为557人。